# Делић Пољана
Делић Пољана је насељено место у општини Цетинград, на Кордуну, Карловачка жупанија, Република Хрватска.

## Географија
Делић Пољана се налази око 4 км западно од Цетинграда.

## Историја
Делић Пољана се од распада Југославије до августа 1995. године налазила у Републици Српској Крајини. До 1991. била је у саставу насељеног места Батнога, а од 2001. је самостално насеље. До територијалне реорганизације у Хрватској налазила се у саставу бивше велике општине Слуњ.

## Становништво
Према попису становништва из 2011. године, насеље Делић Пољана је имало 14 становника.

### Број становника по пописима
| Националност   | 2001. | 1991. | 1981. | 1971. | 1961. | 1953. | 1948. | 1931. | 1921. | 1910. | 1900. | 1890. | 1880. | 1869. | 1857. |
| бр. становника | 16    | %     | %     | 55    | 54    | 71    | 77    | 265   | 235   | 249   | 150   | 147   | %     | %     | 171   |

- напомене:

У 2001. настало издвајањем из насеља Батнога. Као део насеља исказивано 1857. и од 1890. У 1869. и 1880. подаци садржани у насељу Цетински Варош. Од 1910. до 1931. садржи део података за насеље Кук. У 1981. и 1991. подаци садржани у насељу Батнога.